# 49
Glej tudi: število 49
49 (XLIX) je bilo navadno leto, ki se je po julijanskem koledarju začelo na sredo.

## Dogodki
- 1. januar